# Christian-Frédéric de Stolberg-Wernigerode
Le comte Christian Frédéric de Stolberg-Wernigerode (allemand : Christian Friedrich (Graf) zu Stolberg-Wernigerode; 8 janvier 1746, Château de Wernigerode – 26 mai 1824, Peterwaldau, arrondissement de Reichenbach) est le fils unique du comte Henri-Ernest de Stolberg-Wernigerode, auquel il succède en tant que comte de Wernigerode en 1778.

## Biographie
Comme le fils d'Henri-Ernest de Stolberg-Wernigerode, Christian Frédéric est un membre de la Maison de Stolberg. Sa mère est la seconde épouse d'Henri Ernest, la princesse Christiane-Anne d'Anhalt-Köthen, fille de Auguste-Louis d'Anhalt-Köthen et de sa seconde épouse, Émilie (elle-même fille de Erdmann II de Promnitz).
Pendant ses études à Halle, de 1764 à 1767, il rejoint une loge franc-maçonne,zu den drei Degen. Dans l'été de 1767, il obtient le quatrième et plus tard la cinquième année à la loge de Leipzig.
Le comte Christian Frédéric est jusqu'en 1796 doyen de Halberstadt et prévôt de Walbeck. Il est fait chevalier du grand bailliage de Brandebourg en 1790 par Auguste-Ferdinand de Prusse. En 1797, il est fait chevalier de l'ordre de l'Aigle rouge et, en 1803, membre de l'ordre de l'Aigle noir.
Parmi les amis du comte figurent les poètes Anna Louisa Karsch et Johann Wilhelm Ludwig Gleim.

## Possessions
Le 8 juin 1765, son grand-oncle maternel le comte Jean Erdmann de Promnitz laisse les seigneuries de Pieszyce (allemand : Peterwaldau), Janowice Wielkie (allemand : Jannowitz) et Grodztwo (allemand : Kreppelhof) en Silésie. Dans un acte du 18 décembre 1815, il constitue la Seigneurie de Pieszyce comme majorat de son deuxième fils, le comte Ferdinand, et Janowice Wielkie à son troisième fils, le comte Constantin, et Grodztwo à son quatrième fils survivant, le comte Antoine. Les membres de la famille ont gardé leurs possessions en Silésie jusqu'à leur expulsion en 1945.
Il laisse le comté de Wernigerode à son fils aîné, Henri.

## Descendance
Il est marié à la comtesse Auguste-Éléonore de Stolberg-Stolberg (10 janvier 1748 – 12 décembre 1821), fille du comte Christophe-Louis de Stolberg-Stolberg. Ils ont :
1. Anne (1770-1819), mariée en 1797, au baron Alexander von Wylich (de), fils du général Friedrich von Wylich (de)
2. Louise de Stolberg-Wernigerode (1771-1856), mariée en 1807 à Maurice Haubold de Schönberg
3. Henry de Stolberg-Wernigerode (1772-1854), marié en 1799, à la princesse Jenny de Schönbourg-Waldenbourg
4. Marie (1774-1810), mariée en 1803, au prince Henri LIV Reuss de Lobenstein
5. Ferdinand (18 octobre 1775 – 20 mai 1854), marié le 25 mai 1802, à la comtesse Marie Agnès de Stolberg-Stolberg (fille de Frédéric-Léopold de Stolberg-Stolberg); leur fille Auguste épouse le comte Rodolphe, fils cadet de Henri de Stolberg-Wernigerode
6. Frédérique (1776-1858), mariée en 1806 à Henri Louis, Burgrave et comte de Dohna-Schlodien
7. Ernestine (1778-1781)
8. Constantin (25 septembre 1779 – 19 août 1817, Karlsbad), marié le 30 septembre 1804 à la baronne Ernestine von der Recke
9. Théodore (1783-1786)
10. Antoine de Stolberg-Wernigerode (1785-1854), marié le 12 juin 1809 à la baronne Louise von der Recke